# Kirovskaja (metropolitana di Nižnij Novgorod)
Kirovskaja (in russo:Кировская) è una stazione della Linea Avtozavodskaja, la linea 1 della Metropolitana di Nižnij Novgorod. È stata inaugurata il 15 novembre 1989.